# Maciej Stryjkowski
Maciej Stryjkowski Matys Strykowski (łac. Matthias Strycovius ps. „Osostevitius”) herbu Leliwa (ur. 1547 w Strykowie, zm. między 21 października 1586 a 1593) – polski historyk i poeta, dyplomata, kanonik.

## Życiorys
Po ukończeniu szkoły w Brzezinach przebywał prawdopodobnie w dworach magnackich. Następnie służył w wojsku, m.in. w Witebsku pod komendą Aleksandra Gwagnina. W latach 1574–1575 posłował do Turcji wraz z Andrzejem Taranowskim. W 1579 przyjął niższe święcenia kapłańskie i został kanonikiem w Miednikach. Przed 21 X 1586 został proboszczem w Jurborku. Jest autorem legendy o żelaznym wilku i założeniu Wilna przez Giedymina.

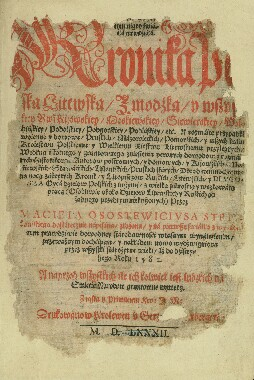
Strona tytułowa Kroniki Polskie, Litewskiej, Żmudzkiej i wszystkiej Rusi

## Dzieła
- Kronika Polska, Litewska, Żmudzka i wszystkiej Rusi (wydana w Królewcu 1582, wyd. 3 1846) – pierwszy drukowany zarys historii Europy Wschodniej do 1581[3]. Jest to udana kompilacja kronik Jana Długosza, Macieja Miechowity, a także licznych kronik rękopiśmiennych.
- O początkach... sprawach rycerskiego sławnego narodu litewskiego (1577, wyd. 1978), będący opisem dziejów Wielkiego Księstwa Litewskiego, oparty na latopisach, m.in. Kronice Bychowca.
- Goniec cnoty do prawych szlachciców (Kraków 1574) – poemat genealogiczny o władcach Polski i Litwy, zawierający pierwszy drukowany wykład dziejów Litwy[4].
- O wolności Korony Polskiej a srogiem zniewoleniu wiernych pod jarzmem tureckiem (1575)[5]
- Zwierciadło kroniki litewskiej (1577)
- Sarmatiae Europeae descriptio (1578) – dzieło historyczno-geograficzne wydane przez Aleksandra Gwagnina.